# 트럼보 (2015년 영화)
《트럼보》(영어: Trumbo)는 2015년 미국의 전기 영화이다. 감독은 제이 로치이며, 브라이언 크랜스턴과 다이앤 레인이 주연으로 출연한다. 본작의 원작은 브루스 알렉산더 쿡이 집필한 전기 《돌턴 트럼보》이다.

## 출연
- 브라이언 크랜스턴 - 돌턴 트럼보 역
- 다이앤 레인 - 클리오 핀처 트럼프
- 헬렌 미렌 - 헤다 호퍼
- 루이 시케이 - 알런 허드
- 엘 패닝/매디슨 울프(아역) - 니컬라 트럼보
- 매키 립택 - 크리스 트럼보
- 존 굿맨 - 프랭크 킹
- 마이클 스툴바그 - 에드워드 G. 로빈슨
- 앨런 튜딕 - 이언 매클렐런 헌터
- 애디왈레이 애키누에이아그바제이 - 버질 브룩스
- 딘 오고먼 - 커크 더글러스
- 스티븐 루트 - 하이미 킹
- 로저 바트 - 버디 로스
- 데이비드 제임스 엘리엇 - 존 웨인
- 피터 매켄지 - 로버트 케니
- 존 게츠 - 샘 우드
- 크리스천 버클 - 오토 프레민저
- 빌리 슬로터 - DC 기자
- 리처드 포트노 - 루이스 B. 메이어
- 숀 브리저스 - 제프 크랜들
- 제임스 듀몬트 - J. 파넬 토머스
- 댄 바커달 - 로이 브루어

## 기타
- 원작자: 브루스 쿡
- 프로듀서: 마이클 런던
- 프로듀서: 제니스 윌리엄스
- 프로듀서: 존 맥나마라
- 미술: 마크 리커
- 세트: 신디 카
- 의상: 다니엘 올랜디
- 배역: 데이빗 루빈

## 같이 보기
- 돌턴 트럼보
- 미국 공산당
- 할리우드 블랙리스트
- 매카시즘